# Вайнер, Марк Яковлевич

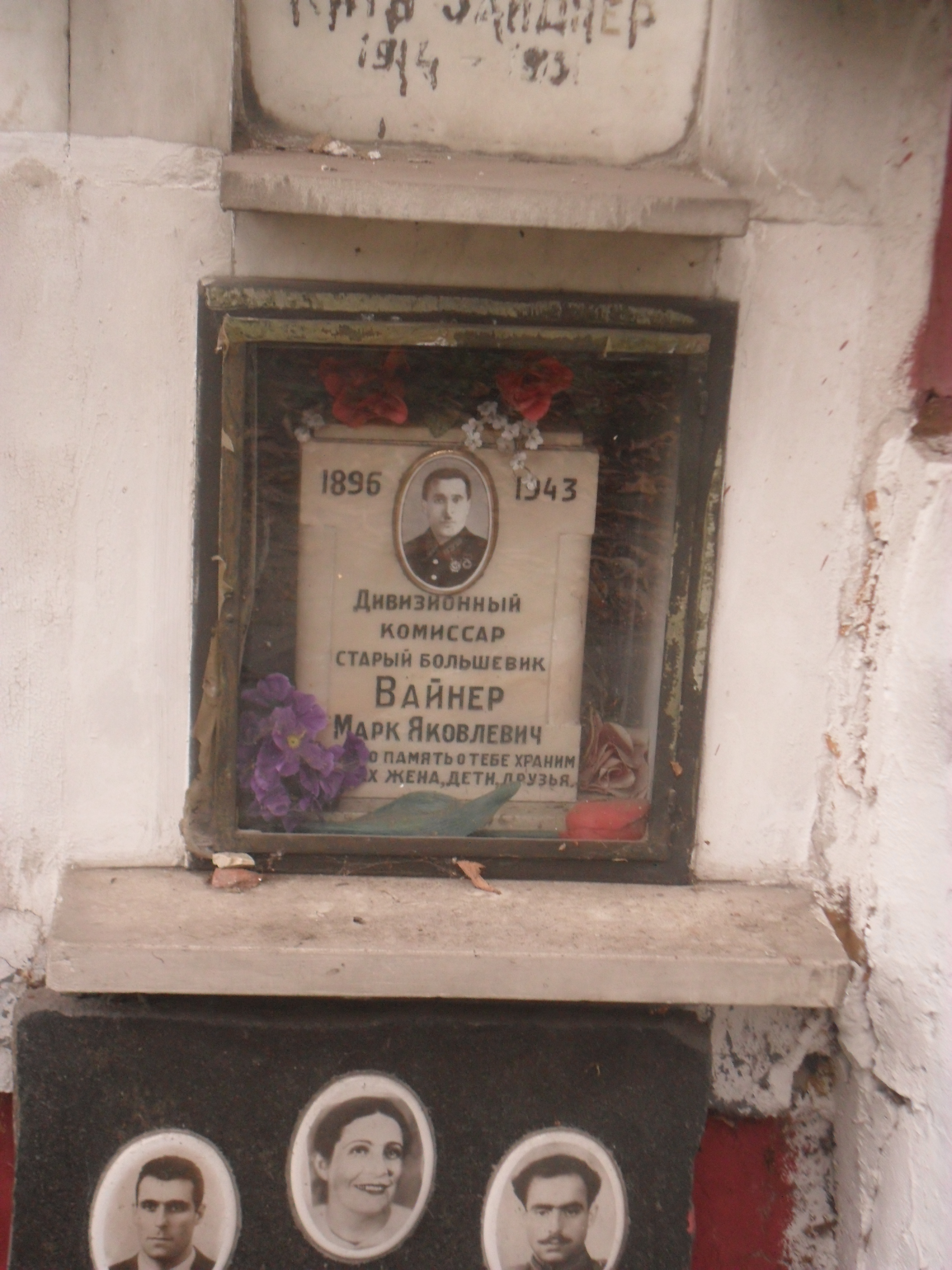
Плита колумбария Вайнера на Новодевичьем кладбище Москвы.

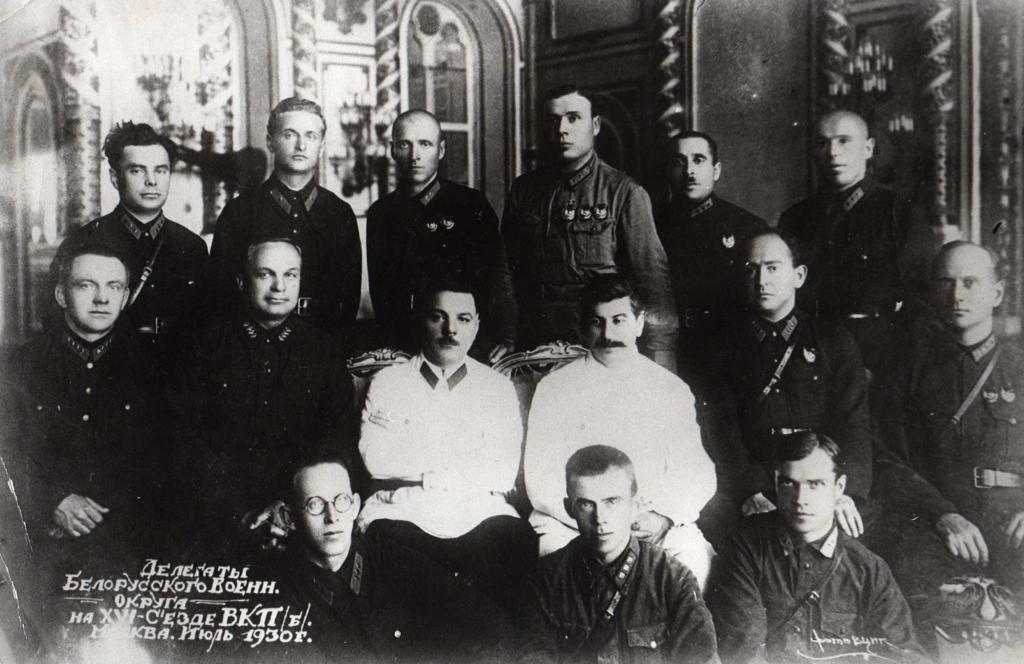
Делегаты XVI-го съезда ВКП(б), 1930 г. Вайнер М. Я. стоит в верхнем ряду, второй справа.

Марк Яковлевич Вайнер (1896—1943) — дивизионный комиссар Рабоче-крестьянской Красной Армии, участник Гражданской и Великой Отечественной войн.

## Биография
Марк Вайнер родился в 1896 году. Брат — комкор РККА Леонид Яковлевич Вайнер. Работал в Горловке на руднике № 5. В 1916 году вступил в партию большевиков.
После Февральской революции Вайнер вошёл в состав Горловско-Щербинского райисполкома. В октябре 1917 — марте 1918 годов был военным комендантом станции Никитовка, затем некоторое время — военным комиссаром города Камышина. Позднее Вайнер стал во главе Горловского отряда Красной гвардии.
Был призван на службу в Рабоче-крестьянскую Красную Армию. Служил военным комиссаром, начальником политотдела 28-й стрелковой дивизии.
С 26.06.1930 по 13.07.1930 гг. являлся делегатом XVI-го съезда ВКП(б) с правом решающего голоса от Витебской партийной организации Белорусского военного округа, значился под номером 276 в списке делегатов.
В 1943 году дивизионный комиссар Марк Вайнер погиб. Похоронен в колумбарии Новодевичьего кладбища Москвы, старая территория, секция [54]-5-4 здесь же находятся урны с прахами следующих членов семьи — Жена — Вайнер Мария Семёновна (1904—1964), сыновья — Вайнер Михаил Маркович (1932—1952). пограничник, лейтенант; Кирилл Маркович (1930—1970). инженер-геолог; Сергей Маркович (1937-2015)
Был награждён орденом Красного Знамени (1928).